# Jordy Peffer
Jordy Peffer (4 november 1996) is een Belgische voetballer die onder contract staat bij K. Lyra-Lierse.

## Loopbaan
Peffer maakte zijn debuut voor KV Mechelen in de eerste klasse op 4 maart 2017 in de met 3-2 gewonnen thuismatch tegen RSC Anderlecht. Hij mocht in de 76ste minuut invallen voor Christian Osaguona. Op het einde van dat seizoen werd hem gemeld dat hij de club niet meer op hem rekende. Hij speelde vervolgens op huurbasis voor KVC Westerlo, maar kon daar niet overtuigen en werd uitgeleend aan KFC Dessel Sport. Ook daar lukt het niet en tijdens de winterstop trok hij naar Lyra-Lierse Berlaar waar hij nadien ook bleef.

## Statistieken
| Seizoen         | Club                  | Competitie             | Competitie | Competitie | Play-offs | Play-offs | Beker | Beker | Totaal | Totaal |
| Seizoen         | Club                  | Competitie             | Wed.       | Dlp.       | Wed.      | Dlp.      | Wed.  | Dlp.  | Wed.   | Dlp.   |
| --------------- | --------------------- | ---------------------- | ---------- | ---------- | --------- | --------- | ----- | ----- | ------ | ------ |
| 2015-2016       | KV Mechelen           | Jupiler Pro League     | 0          | 0          | 0         | 0         | 0     | 0     | 0      | 0      |
| 2016-2017       | KV Mechelen           | Jupiler Pro League     | 1          | 0          | 6         | 1         | 0     | 0     | 7      | 1      |
| 2017-2018       | → KVC Westerlo        | Eerste klasse B        | 18         | 0          | 0         | 0         | 0     | 0     | 18     | 0      |
| 2018-2019       | → Dessel Sport        | Eerste klasse amateurs | 13         | 0          | 0         | 0         | 2     | 0     | 15     | 0      |
| 2018-2019       | → Lyra-Lierse Berlaar | Derde klasse amateurs  | 10         | 8          | 0         | 0         | 0     | 0     | 10     | 8      |
| 2019-2020       | Lyra-Lierse Berlaar   | Derde klasse amateurs  | 9          | 8          | 0         | 0         | 2     | 2     | 11     | 10     |
| 2020-2021       | Lyra-Lierse Berlaar   | Tweede afdeling        | 4          | 6          | 0         | 0         | 0     | 0     | 4      | 6      |
| 2021-2022       | Lyra-Lierse Berlaar   | Tweede afdeling        | 22         | 19         | 0         | 0         | 4     | 8     | 26     | 27     |
| Carrière totaal | Carrière totaal       | Carrière totaal        | 77         | 42         | 6         | 1         | 8     | 10    | 91     | 52     |